# 王适存
王适存（1926年—2011年6月7日），男，湖南邵阳人，中国直升机技术专家、航空教育家，曾任南京航空学院飞行器系主任、教授、博士生导师。被誉为“中国直升机泰斗”。